# Nagybányai Festők Társasága

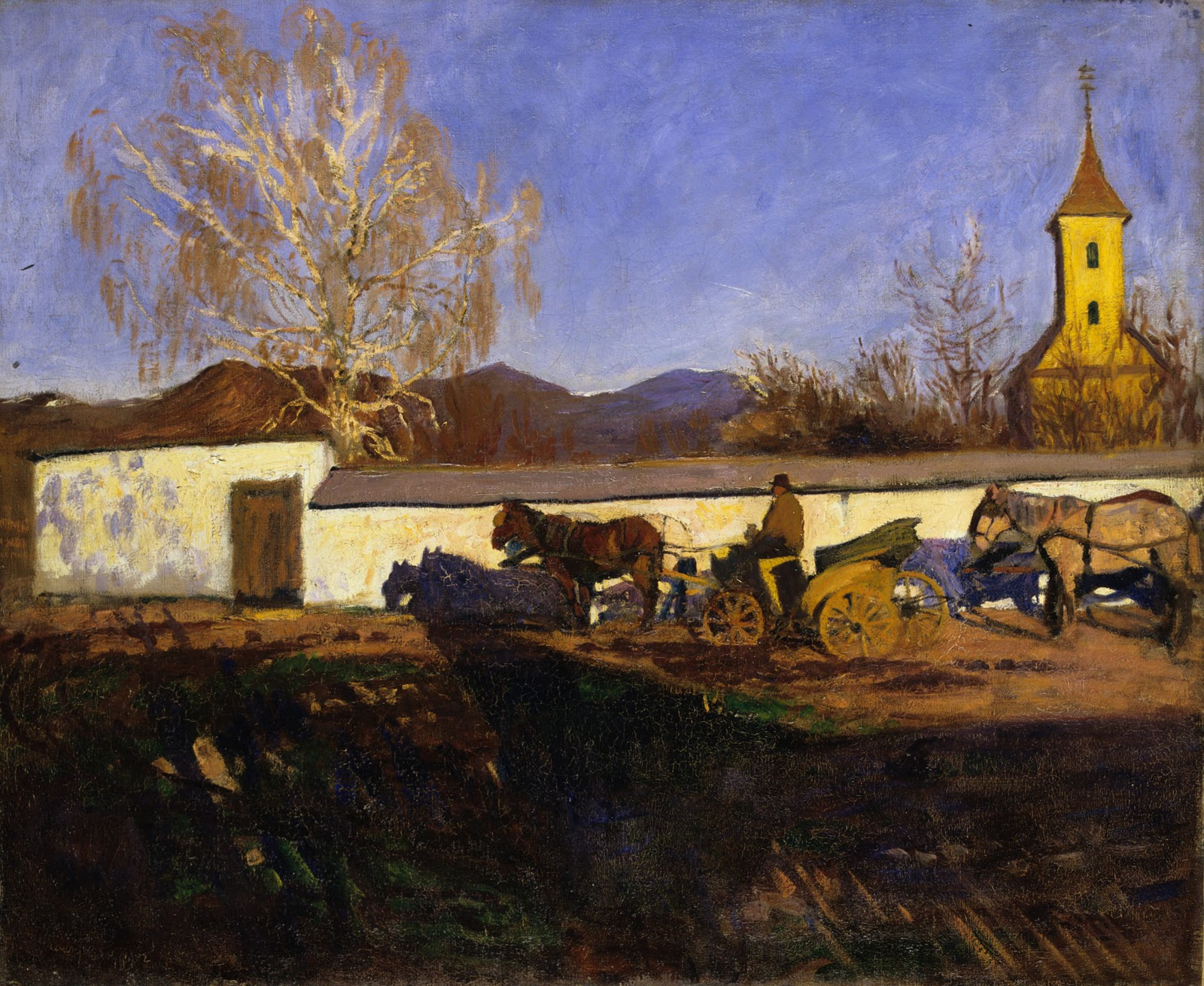
Ferenczy Károly Márciusi est
(nagybányai utcarészlet) (1902)

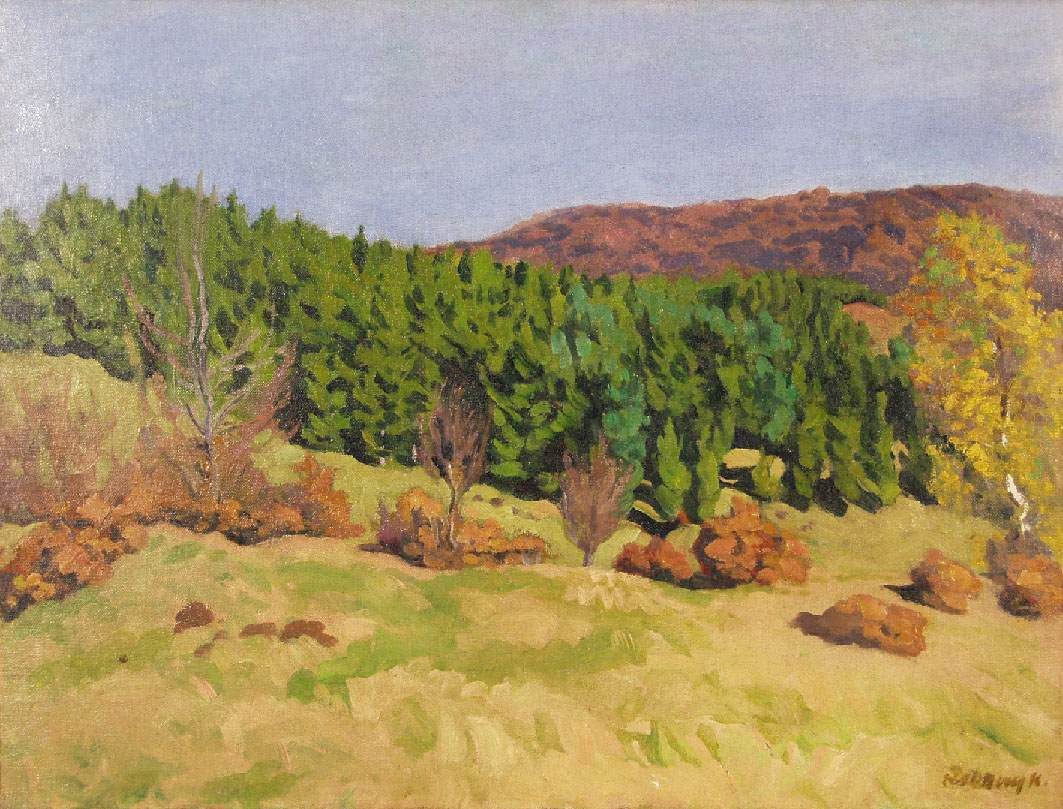
Ferenczy Károly:Izvora ősszel (1909)

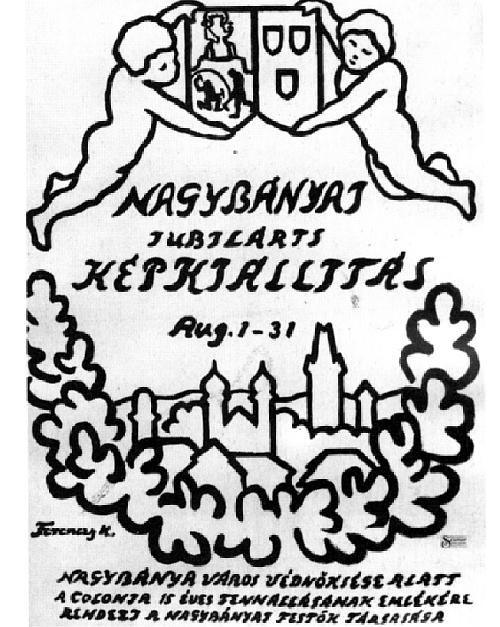
Ferenczy Károlynak a jubileumi kiállításra invitáló plakátja,
(1912)

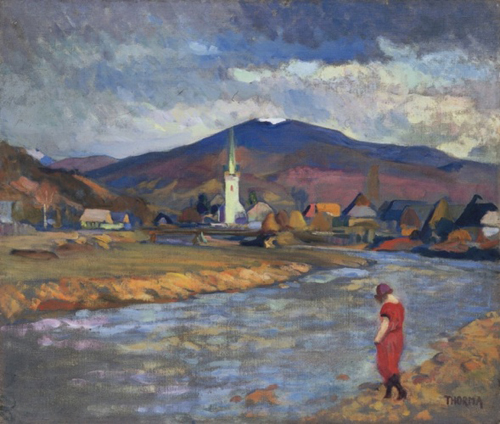
Thorma János: Tavasz Nagybányán (1930)

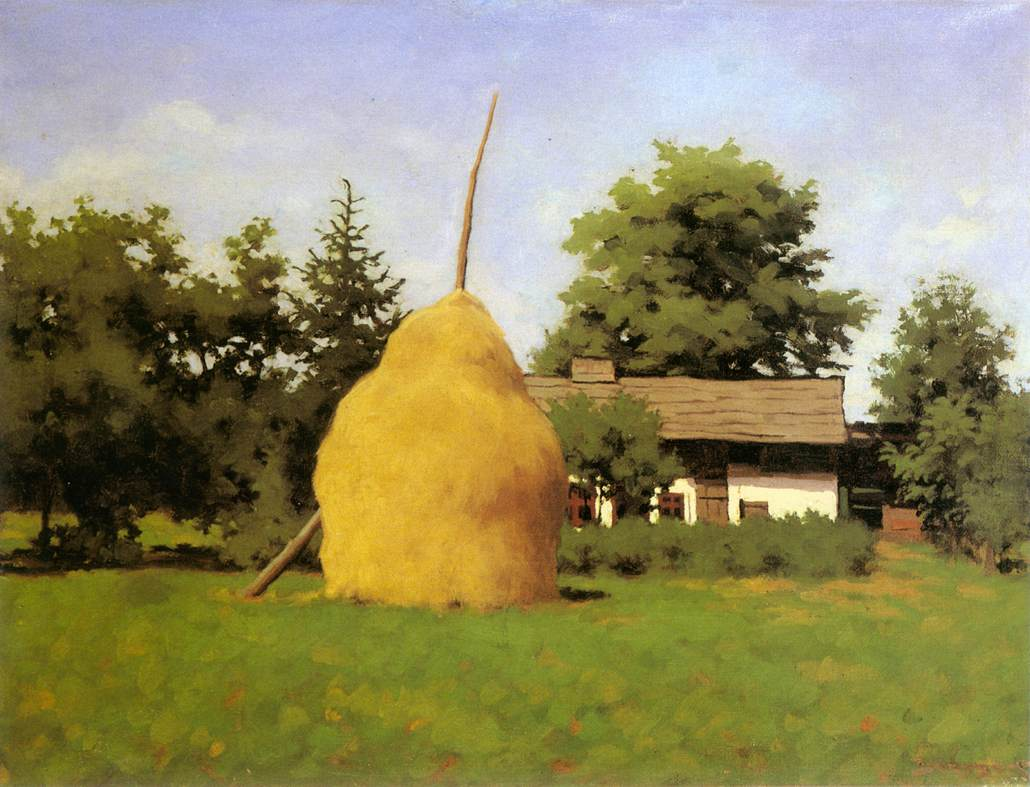
Börtsök Samu: Tanyaház

Nagybányai Festők Társasága (NFT) 1911-ben alapították, 1937-ben szűnt meg, székhely: Nagybánya, Magyarország; a két világháború közt Nagybánya, Románia. A nagybányai képzőművészek szakmai és érdekvédelmi testülete volt.

## A NFT működése
A végleges működési kereteket a belügyminisztérium hagyta jóvá 1913-ban, majd 1924-ben a romániai belügyminisztérium is jóvá hagyta. A nagybányai művésztelep alapító tagjaival egyezik meg a NFT alapító tagjainak névsora, kivéve Hollósy Simont, aki 1902-től már Técsőn működött, s Iványi-Grünwald Bélát, aki a neósokkal 1910-ben megalapította a kecskeméti művésztelepet. A NFT alapító tagjai tehát:
- Ferenczy Károly,
- Réti István,
- Thorma János.

Kezdetben tíz festőt hívtak meg törzstagnak:
- Börtsök Samu,
- Ferenczy Valér,
- Ferenczy Béni,
- Galimberti Sándor,
- Jakab Zoltán,
- Komoróczy Iván,
- Mikola András,
- Réthy Károly,
- Tscharner János,
- Ziffer Sándor.

Az első nagy esemény, amelyet a NFT szervezett, az 1912-es nagybányai kiállítás, amelyet a nagybányai művésztelep létrejöttének 15. évfordulója alkalmából rendeztek. A kiállításra invitáló plakátot Ferenczy Károly szerkesztette.

### A NFT későbbi tagjai
- Csáktornyai Zoltán (1913-1921)
- Pirk János (1921-1937)
- Rátz Péter (1922-1937)
- Krizsánné Csíkos Antónia (1922-1937)
- Jándi Dávid (1926-1944)

## A NFT elnökei
Az első elnök Ferenczy Károly, az alelnök Börtsök Samu lett. A Társaság Ferenczy Budapestre illetve Szentendrére való távozása után Thorma Jánost, Thorma lemondása után, 1927-ben egyhangúlag Mikola Andrást választotta elnöknek. 1937-ig  működött a társaság,

## A NFT megszűnése
1937-ben a korabeli politikai nyomás (Vasgárda) hatására a társaság autonómiája veszélybe került, s e miatt beszüntette tevékenységét. A NFT működése teljességgel a nagybányai művésztelep működésével forrt egybe, a két világháború közt számos magyarországi és romániai magyar és román festő alkotott e telepen, s mestereit tisztelhette a NFT elnökeiben és tagjaiban. A bécsi döntés után 1940-1944-ig még működött a társaság, 1944-ben végleg megszűnt.

## További Információk
- A nagybányai művésztelep története